# Koufonísi (ö)
Koufonísi är en ö i Grekland.   Den ligger i prefekturen Nomós Irakleíou och regionen Kreta, i den sydöstra delen av landet, 400 km sydost om huvudstaden Aten. Arean är 5,3 kvadratkilometer.
Terrängen på Koufonísi är platt. Öns högsta punkt är 64 meter över havet. Den sträcker sig 3,9 kilometer i nord-sydlig riktning, och 3,3 kilometer i öst-västlig riktning.